# Kerivoula agnella
Kerivoula agnella är en däggdjursart som beskrevs av Thomas 1908. Kerivoula agnella ingår i släktet Kerivoula och familjen läderlappar. IUCN kategoriserar arten globalt som starkt hotad. Inga underarter finns listade i Catalogue of Life.
Artepitetet i det vetenskapliga namnet är bildat av det latinska ordet agnellus (liten lamm).
Denna fladdermus förekommer på några mindre öar som ligger öster om Nya Guinea. Arten vistas i låglandet och i låga bergstrakter upp till 700 meter över havet. Habitatet utgörs av tropiska skogar. Kerivoula agnella äter främst insekter.